# لورانس كاروسو
لورانس كاروسو (بالإنجليزية: Lawrence Caruso)‏ هو لاعب كرة قدم أسترالي، ولد في 19 أبريل 1997 في أستراليا.